# Sleziník nepravý
Sleziník nepravý (Asplenium adulterinum), též sleziník klamný, je vytrvalá kapradina z čeledi sleziníkovité (Aspleniaceae), která dorůstá výšky až 20 cm. Její výskyt je omezen na hadcové oblasti.

## Popis
Sleziník nepravý je vytrvalá, malá kapradina dosahující výšky 10 až 20 cm. Má vystoupavý oddenek, který je hustě pokrytý bázemi odumřelých listů a plevinami. Listy vyrůstají v hustém trsu, většinou jako přezimující vstřícné nebo střídavé. Jejich tvar je okrouhlý nebo široce vejčitý, bývají 4 – 6 mm dlouhé a tmavě zelené. Řapík a vřeteno listu jsou do tří čtvrtin duté a černohnědé, v horní části zelené a měkké. Podlouhlé až čárkovité výtrusnicové kupky vyrůstají po 3 až 8 na jednom lístku. Jejich výtrusy mají světle hnědou barvu a dozrávají v průběhu léta (nejčastěji červenec až září).

## Rozšíření a stanoviště
Sleziník nepravý roste pouze ve střední Evropě a na jihovýchodě Evropy, ojediněle ve Skandinávii. V Česku se vyskytuje pouze ve středních a vyšších polohách na hadcích v západních Čechách (hadce Slavkovského lesa), na Českomoravské vrchovině, v Rychlebských horách a v okolí Mohelna. Na Slovensku roste v Sedlici u Prešova. Pro růst vyhledává holé skály nebo polozastíněné štěrbiny.

## Ohrožení
Rostlina roste pouze v chráněných územích. Pro svůj ojedinělý a specializovaný výskyt patří mezi kriticky ohrožené druhy (C1) a zároveň je ve stejném stupni chráněna zákonem.